# Dusičnan železnatý
Dusičnan železnatý je anorganická sloučenina s chemickým vzorcem Fe(NO3)2.  

## Příprava
Dusičnan železnatý lze připravit mnoha způsoby, například reakcí kovového železa v zředěné kyselině dusičné za studena:
3 Fe + 8 HNO3 + 12 H2O → 3 Fe(NO3)2·6H2O + 2 NO
Pokud tato reakce probíhá při teplotě nižší než −12 °C, vzniká nonahydrát. Snadno se z něj uvolňuje voda za vzniku hexahydrátu.
Výše uvedenou reakcí může také vznikat dusičnan železitý jako vedlejší produkt. Reakcí síranu železnatého nebo barnatého a dusičnanu olovnatého ve zředěném ethanolu a následným odpařením roztoku dochází ke vzniku zelených krystalů hexahydrátu dusičnanu železnatého:
FeSO4 + Pb(NO3)2 → Fe(NO3)2 + PbSO4
Roztok dusičnanu železnatého a kyseliny dusičné vzniká reakcí dusičnanu hydrazinu a dusičnanu železitého při 40 °C s dusičnanem měďnatým jako katalyzátorem:
4 Fe(NO3)3 + N2H5NO3 → 4 Fe(NO3)2 + N2 + 4 HNO3

## Vlastnosti

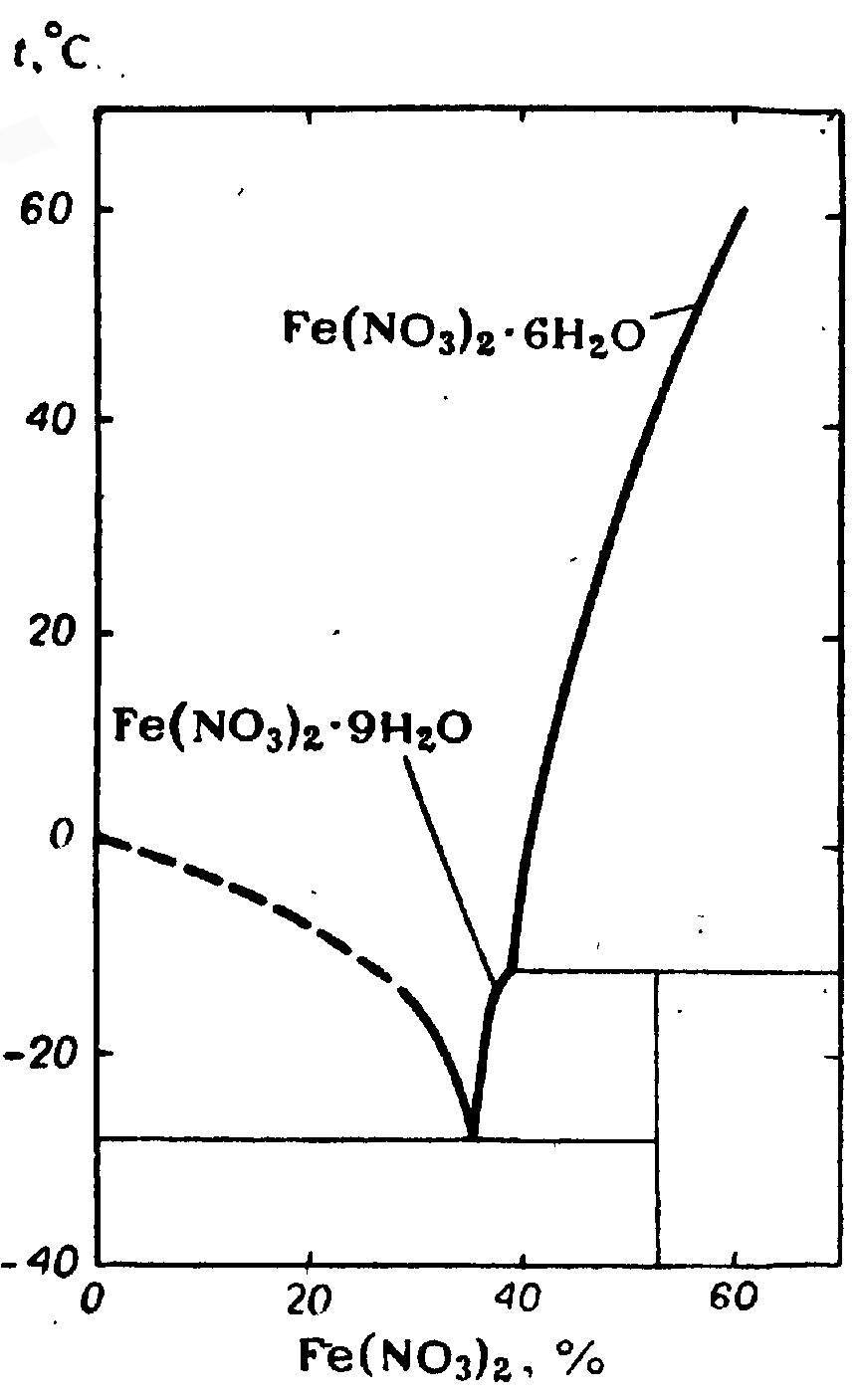
Graf rozpustnosti dusičnanu železnatého ve vodě

### Fyzikální vlastnosti
Dusičnan železnatý se běžně vyskytuje jako hexahydrát Fe(NO3)2·6H2O, což je aquakomplex železa. Může se také vyskytovat jako nonahydrát Fe(NO3)2·9H2O. Hexahydrát dusičnanu železnatého je světle zelená krystalická látka s kosočtvernou krystalovou strukturou. Ve vodě je vysoce rozpustný a jeho rozpustnost se zvyšuje s rostoucí teplotou. Bezvodý dusičnan železnatý je nestabilní a za přítomnosti vzdušného kyslíku oxiduje za vzniku železitých iontů. I v nepřítomnosti kyslíku je možná oxidace reakcí s dusičnanovými ionty. Rychlost rozkladu se zvyšuje s rostoucí teplotou a koncentrací. Rozklad je také urychlován přítomností kyseliny dusičné.

### Chemické vlastnosti
Reakce dusičnanu železnatého s hydroxidem sodným za vzniku hydroxidu železnatého a dusičnanu sodného:
Fe(NO3)2 + 2 NaOH → Fe(OH)2 + 2 NaNO3
Koncentrovaná kyselina dusičná oxiduje dusičnan železnatý na dusičnan železitý:
3 Fe(NO3)2 + 4 HNO3 → 3 Fe(NO3)3 + NO + 2 H2O
S ve vodě rozpustnými uhličitany tvoří dusičnan železnatý uhličitan železnatý:
Fe(NO3)2 + K2CO3 → FeCO3 + 2 KNO3
Působením neušlechtilých kovů se redukuje na železo (viz Beketovova řada kovů):
Fe(NO3)2 + Mg → Fe + Mg(NO3)2

## Využití
Dusičnan železnatý je užitečným činidlem při syntéze dalších sloučenin obsahujících železo a využívá se také jako katalyzátor redukčních reakcí.